# Czerwona rtęć

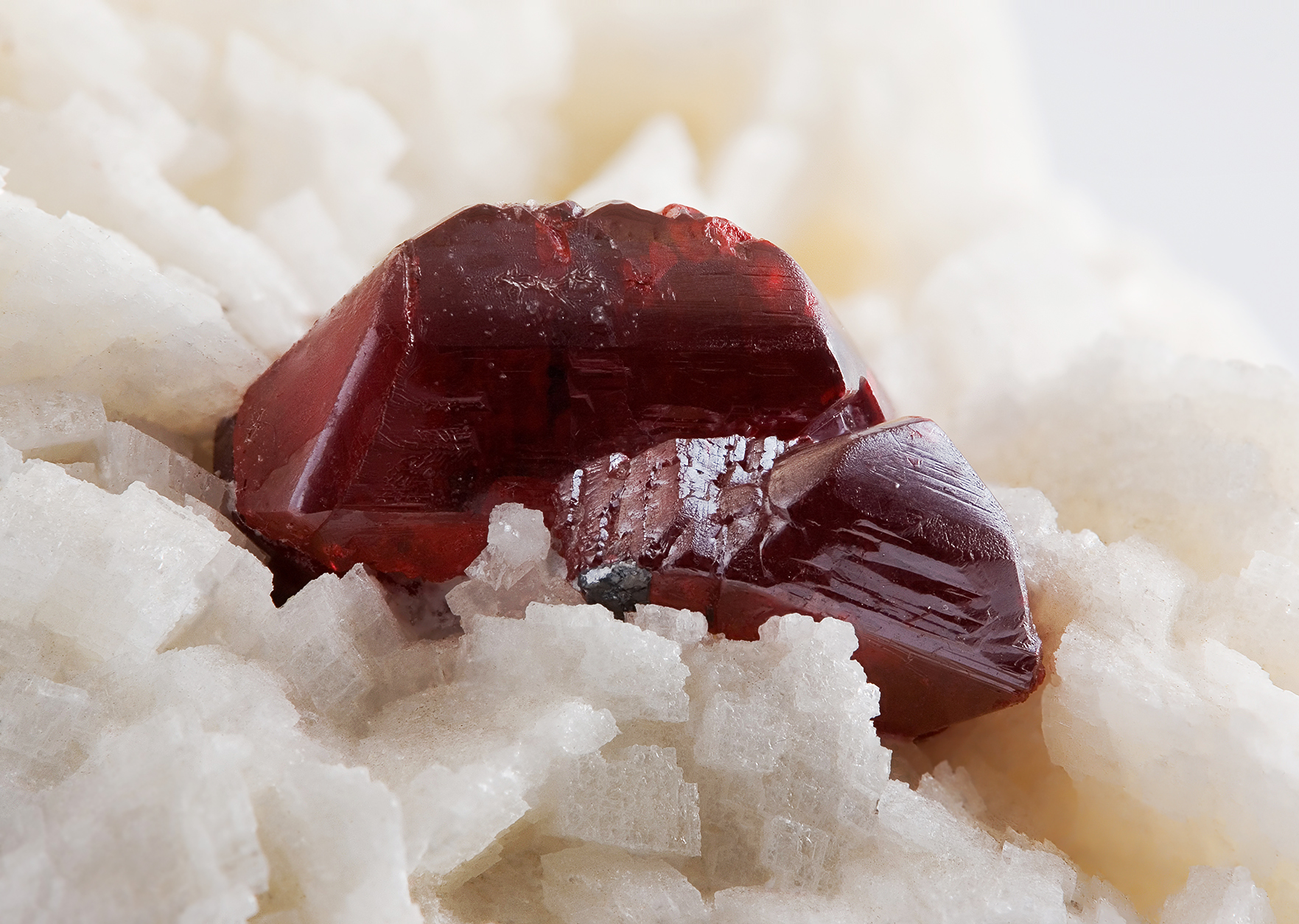
Cynober, jak kilka innych minerałów rtęciowych, jest czerwony.

Czerwona rtęć – hipotetyczna substancja mająca służyć do budowy broni jądrowej lub służąca jako panaceum.
Doniesienia medialne o tej substancji zaczęły się pojawiać w latach 80. XX wieku, a ich liczba się znacznie zwiększyła w następnej dekadzie, gdy po upadku Związku Radzieckiego „czerwona rtęć” zaczęła się pojawiać na czarnym rynku broni. Miała być elementem bomb termojądrowych i zapewniać pełną fuzję ciężkich izotopów litu oraz wodoru (deuteru). W efekcie miało powstać bardzo silne promieniowanie neutronowe, zabójcze dla życia. Inne rzekome zastosowania to użycie w technologii stealth lub w konstrukcji głowic pocisków samonaprowadzających.
Jedną z substancji oferowanych przez przemytników miał być związek o wzorze Hg
2Sb
2O
7 (tlenek rtęciowo-antymonowy). Mogła być też to zwykła rtęć, zabarwiona na czerwono lakierem do paznokci, którą wedle rosyjskiej prokuratury próbowano sprzedawać jako „czerwoną rtęć”. Analiza pojemnika z rzekomą „czerwoną rtęcią” przechwyconego w przez chorwacką policję w 2003 roku wykazała, że zawiera on czystą rtęć, bez śladu antymonu. Inne próbki przechwycone przez policję zawierały tlenek lub jodek rtęci, substancje bezużyteczne w konstrukcji broni jądrowej – choć oszuści przewozili je w pojemnikach oznaczonych symbolami zagrożenia radioaktywnego.
Związek Radziecki miał rzekomo produkować znaczne ilości tlenku rtęciowo-antymonowego, który następnie miał być napromieniowywany w reaktorze jądrowym i przekształcać się w „czerwoną rtęć”, materiał o wystarczającej sile wybuchu i wytwarzającym wystarczająco wysokie ciśnienie, by doprowadzić do fuzji termojądrowej, dzięki czemu miała być możliwa budowa miniaturowych ładunków jądrowych (tzw. bomba walizkowa). F. Barnaby, powołując się na informatorów z ZSRR, opisał proces produkcji „rtęci”: amalgamat rtęci i tlenku miał być napromieniowywany w reaktorze przez ok. 30 dni, a następnie odparowywano z niego nadmiar rtęci, pozostawiając jedynie tę związaną w strukturze krystalicznej tlenku. W efekcie otrzymywano stabilną i możliwą do przechowywania substancję o konsystencji żelu, zamarzającą w temperaturze ok. –37 °C. Efektem napromieniowania miało być przekształcenie atomów rtęci, tlenu i antymonu w ich promieniotwórcze izotopy, a przez to znaczące zmniejszenie przekroju czynnego substancji (nawet do 20% w przypadku neutronów prędkich). Przed użyciem do konstrukcji broni jądrowej, żel miał być nasycany radioaktywnymi aktynowcami (prawdopodobnie kalifornem-252 i amerykiem-243), po czym można było go wykorzystać przez ok. 30 dni. W głowicy jądrowej żel mógł pełnić kilka ról: mógł być źródłem neutronów inicjujących proces rozszczepiania, reflektorem neutronów lub dzięki swej dużej gęstości spowalniać fizyczny rozpad rdzenia jądrowego powodując efektywniejszą fuzję. Wszystko to razem miało umożliwiać budowę bardzo małych głowic.
Jest wszakże prawdopodobne, że „czerwona rtęć” była w ZSRR nazwą kodową na deuterek litu, związek realnie wykorzystywany w konstrukcji broni termojądrowej. Inna możliwością jest, że „czerwona rtęć” została wymyślona przez służby specjalne, by wykrywać potencjalnych handlarzy materiałami rozszczepialnymi, zainteresowanymi jej pozyskaniem. Związek Radziecki, Stany Zjednoczone, jak i Wielka Brytania stwierdziły, że „czerwona rtęć” jako osobna substancja nie istnieje.
Kilka razy doszło do zatrzymań osób próbujących kupić „czerwoną rtęć”: w 2004 w Wielkiej Brytanii oskarżono trzy osoby pod zarzutem przygotowywania zamachu terrorystycznego, w wyniku prowokacji reportera „News of the World”, który podawał się za „szejka”, posiadającego tę substancję (oskarżeni zostali uniewinnieni); „szejk” wycenił „rtęć” na 300 tys. funtów za kilogram. W 2015 tureckie służby miały zaaresztować bojowników Państwa Islamskiego gdy ci próbowali kupić „czerwoną rtęć”.
„Czerwona rtęć” pojawia się też jako panaceum, które można odnaleźć w mumiach faraonów lub w gniazdach nietoperzy (które nie budują gniazd), zwłaszcza wampirów. Czasami zdjęcia mające przedstawiać tę substancję pokazuje się, że nie odbija się ona w lustrze, podobnie jak „prawdziwe” wampiry. Może też mieć właściwość przywoływania dżinnów. Plotki, że niewielkie ilości „rtęci” można wydobyć ze starych maszyn do szycia Singera, doprowadziła w Arabii Saudyjskiej w 2009 do gorączki zakupów i wzrostu cen starych maszyn do kilkudziesięciu tysięcy dolarów. Opowieści o czerwonej rtęci pojawiały się też w Kenii: w regionie Kitui wierzono, że jest to tajemnicza substancja, pojawiająca się czasem w górach, mogąca zapewnić niebywałe bogactwo. Nie jest jasne, jakie było jej zastosowanie, ale miała być bardzo drogocenna. Samo znalezienie „rtęci” jeszcze nie gwarantowało powodzenia, bo próba powrotu w miejsce, gdzie ją znaleziono, np. z pojemnikiem na tę substancję, kończyła się z reguły niepowodzeniem: wiatry, węże i inne siły przyrody miały bronić dostępu. Tajemnic „czerwonej rtęci” strzegli lokalni znachorzy, ostrzegający przed niebezpieczeństwami z nią związanymi.

## Nawiązania w kulturze
- Film Red Mercury opowiada o próbie zdobycia „czerwonej rtęci”[8].
- W filmie Red 2 występuje broń jądrowa zawierająca „czerwoną rtęć”[9]
- W grze komputerowej Tom Clancy’s Splinter Cell: Double Agent „czerwonej rtęci” chcą użyć terroryści[10].
- Encore wydało w latach 90. szpiegowską grę planszową pt. Czerwona rtęć, w której należało zdobyć pojemnik z tytułową substancją[11].
- W książce Maxa Barclaya eponimiczna Czerwona rtęć pojawia się w związku z igrzyskami olimpijskimi w Atlancie[12]